# جوزيف إيسبوسيتو
جوزيف إيسبوسيتو (بالإنجليزية: Joseph Esposito)‏ هو ضابط شرطة أمريكي، ولد في 28 مارس 1950.